# Koloniföreningen Söderbrunn
| Söderbrunns koloniområde på sommaren 2010 |  | Söderbrunns koloniområde på sommaren 2010 |
| Söderbrunns koloniområde på sommaren 2010 |  |                                           |

Koloniföreningen Söderbrunn är en koloniträdgård på Norra Djurgården i Stockholm. Söderbrunn är Stockholms äldsta koloniområde som fortfarande är i bruk. Området anlades 1905 och ligger inom Ekoparken, världens första nationalstadspark.

## Historik

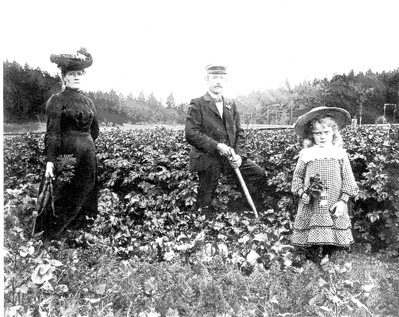
Söderbrunn början av 1900-talet

Initiativtet att anlägga Stockholms första koloniträdgård kom från Anna Lindhagen, som på sommaren 1903 för första gången såg en koloniträdgård, i Köpenhamn. Detta möte skulle hon aldrig glömma och hon gav sig själv löftet att skapa något liknande i Stockholm.
År 1904 fick Anna Lindhagen Stockholms stad att upplåta mark och därmed var koloniverksamheten på gång i Stockholm. Det första området anlades vid Lilla Värtan (kolonigården finns inte längre kvar) och 1905 kom Söderbrunn med 15 lotter på norra sidan av Björnnäsvägen.
Namnet "Söderbrunn" kommer från den gård som låg vid Albano. Där fanns också en vaktstuga som bevakade den kungliga jaktmarken, som då var omgiven av ett stängsel. Björnnäsvägen, som går genom området är mycket gammal och hette tidigare Uggel Vägen.

## Söderbrunn idag
Koloniområdet har numera en areal av 50 000 m2 och är uppdelat i norra delen (område A) och den något större södra delen (område B), genom området leder Björnnäsvägen. På Söderbrunn finns det idag (2010) 206 lotter; de flesta med en mindre stuga eller pergola på högst 6,4 m². Enligt reglerna får bara en mindre yta vara täckt av gräsmatta, resten ska upptas av grönsaker och andra nyttoväxter. Väntetiden på en lott var år 2006 cirka fem år.

## Bilder
Söderbrunns koloniområde, sommaren 2010.

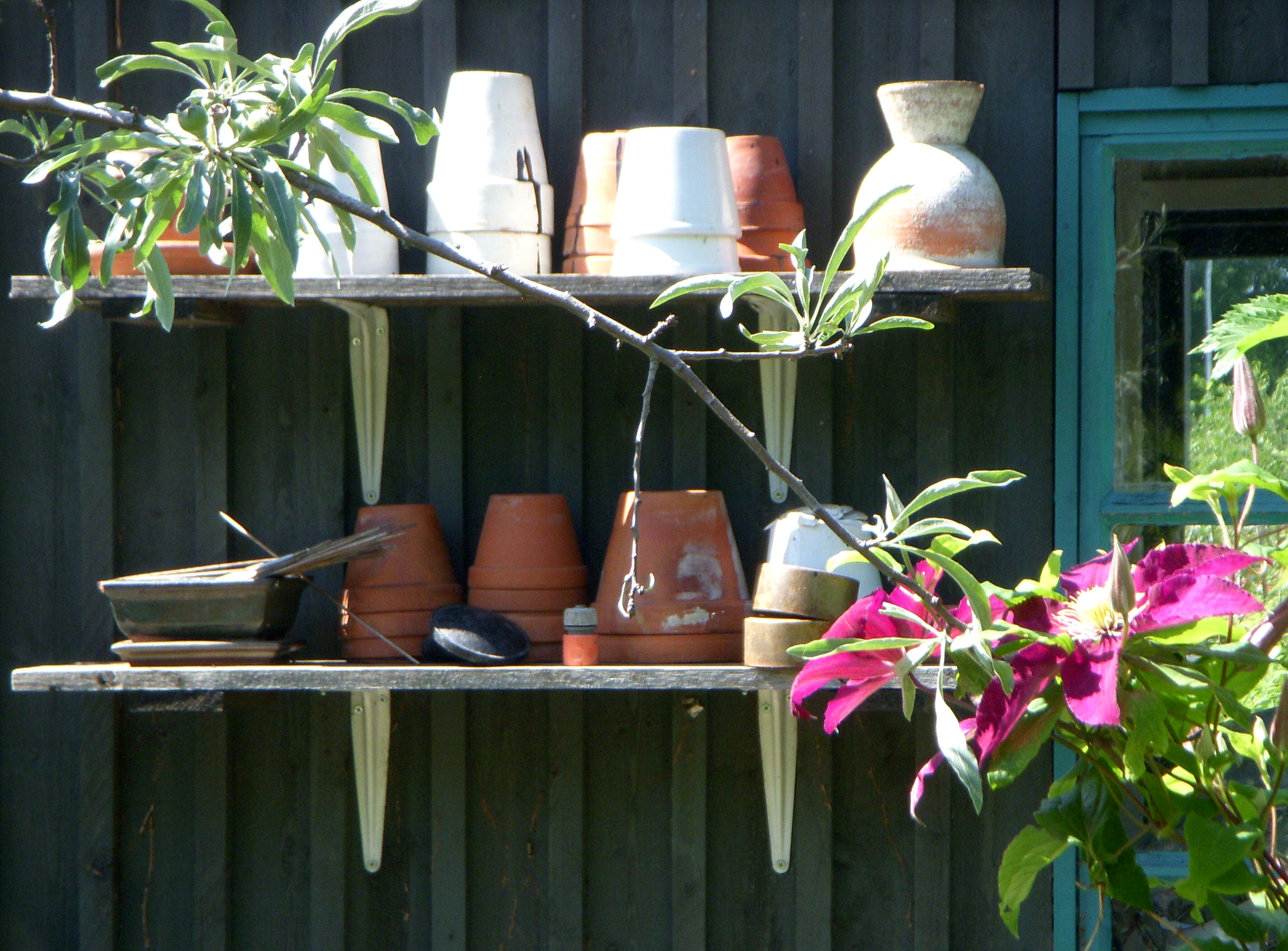
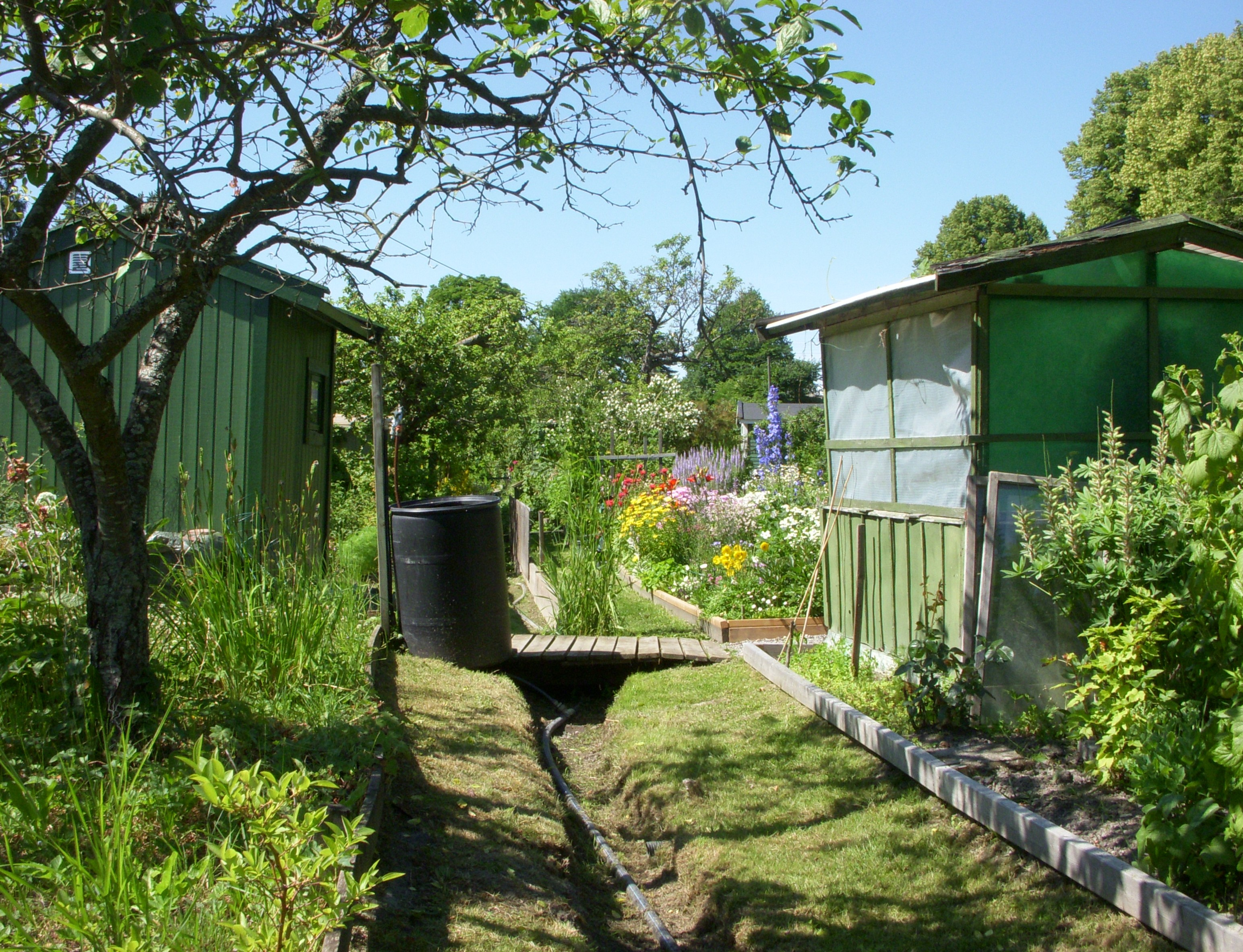
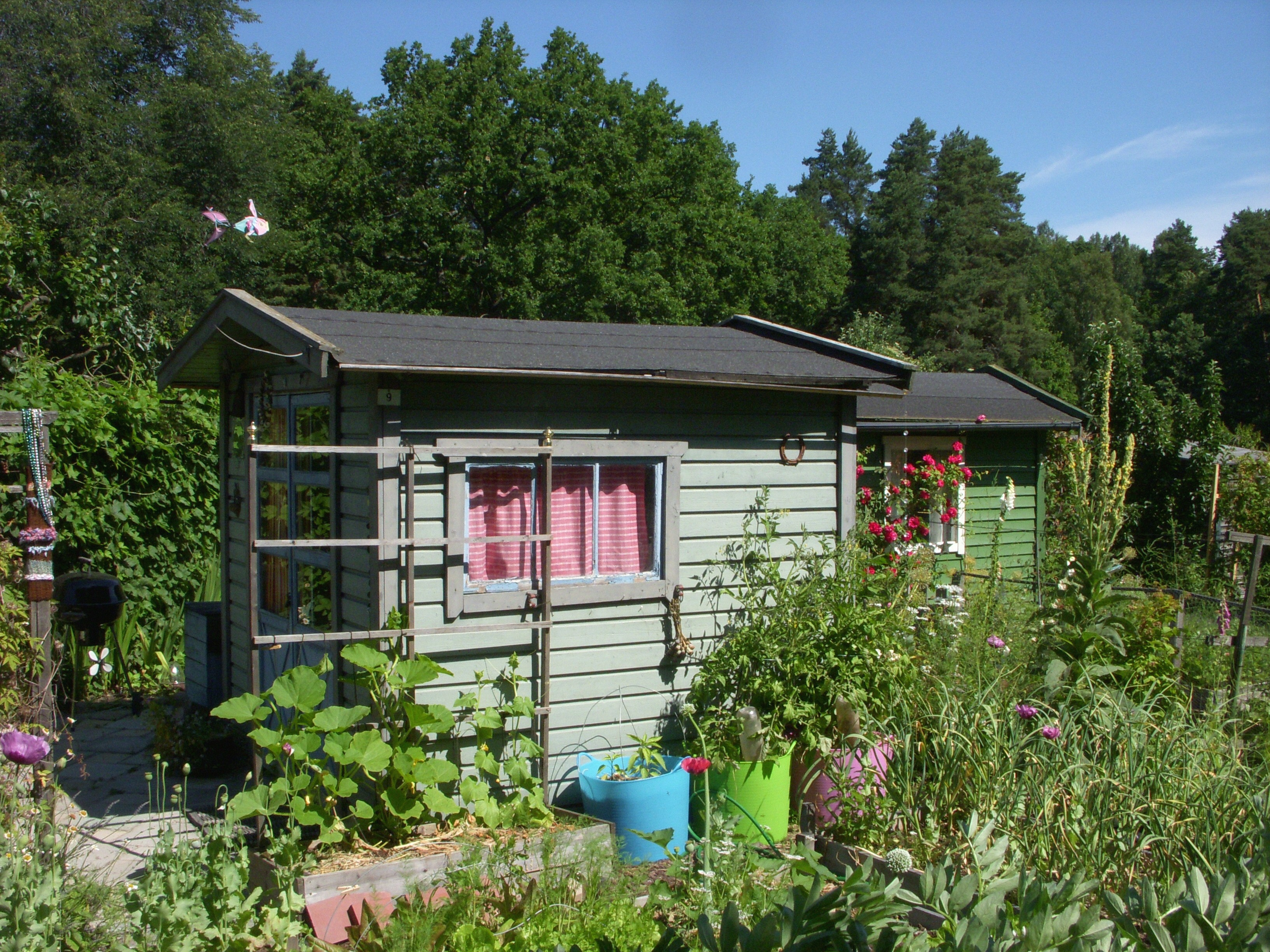
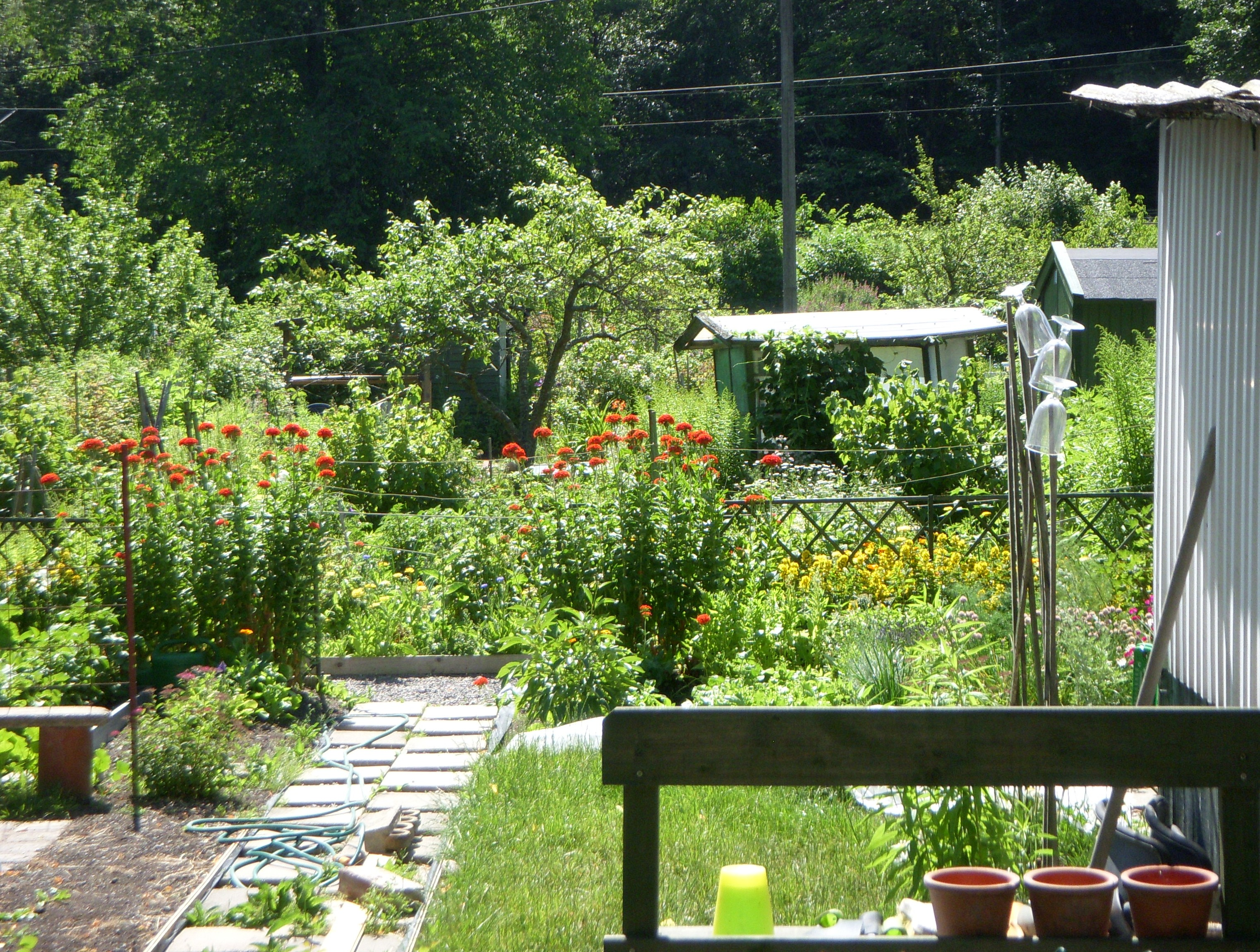